# Giovanni Faber
Pour le haut fonctionnaire, voir Thierry Tuot.
Pour les articles homonymes, voir Faber.
Giovanni Faber ou Joannes Faber né Johann Schmidt, parfois francisé en Jean Faber, est un médecin anatomiste et botaniste romain d'origine bavaroise né en 1574 à Bamberg dans la principauté épiscopale de Bamberg et décédé le 29 septembre 1629 à Rome,. Il officia à Rome et fut l'un des membres les plus actifs de la jeune société scientifique, l'Académie des Lyncéens.

## Biographie

### Jeunesse et instruction
Giovanni Faber est né vers 1570 à Bamberg dans la principauté épiscopale de Bamberg de parents protestants et est orphelin à un an à la suite d'une épidémie de peste. Il est alors recueilli par son cousin tonnelier, Philippe Schmidt, qui le convertit au catholicisme,. Il commence à étudier la médecine dans des universités en Allemagne dont celle de Wurtzbourg sous la direction d'Adrien Romain où il obtient un diplôme de médecine en 1597. L'année suivante en 1598, il émigre en Italie pour se perfectionner notamment à l'hôpital de Santo Spirito in Sassia en devenant assistant de grands maîtres comme Andrea Cesalpino et Andrea Bacci, puis en collaborant avec Angelo Colli, médecin à Sienne, avec qui il étudie l'anatomie directement sur le corps humain avec des écorchés, ouvrant de nouveaux horizons à une pratique qui était jusque-là effectuée presque exclusivement avec l'expérimentation animale. Il obtiendra son doctorat, laurier doctoral, à la faculté de Rome. En plus de la poursuite de ses études de médecine, il se passionne pour la botanique, qu’il apprend aux côtés de Cesare Cesalpino.

### Vie active
Peu de temps après en 1600, Giovanni Faber obtient une chaire de médecine à l’académie romaine, c’est-à-dire qu’il devient professeur titulaire à la faculté de médecine de « La Sapienza ». Il trouve en plus le temps de se passionner pour l’histoire naturelle, puis le Pape Paul V le nomme en 1600 directeur des jardins botaniques des États pontificaux. Il ne néglige pas les études scientifiques, qui l’amènent à tisser de nombreuses correspondances avec des scientifiques et des artistes italiens et européens, y compris le peintre Rubens. Le pape Paul V en 1608, souhaitant enrichir les jardins du Vatican le charge d’aller recueillir des plantes rares à Naples. Pendant son séjour à Naples, qui dure deux mois, Faber en profite pour visiter le musée du naturaliste Imperato, il y découvre aussi des épices, des jardins, et rencontre des intellectuels. Ensemble ils discutent de sujets allant de la minéralogie à la spagyrie, de la physionomie à  l'astrologie, de la botanique à la biologie et aux sciences médicales et il travaille avec le savant Giambattista della Porta et le botaniste Fabio Colonna et fait des observations sur les argophylles. Il cultive un intérêt profond pour l'art et la botanique, devenant l'un des plus célèbres collectionneurs de l'époque. Dans sa maison de Rome, près du Panthéon, Faber forme une impressionnante collection variée d'animaux, de légumes et de minéraux : il possède plus d'une centaine de squelettes ou  crânes, dont ceux d'un tigre et d'un lion, un squelette d'une souris hermaphrodite, un petit crocodile. Cette collection particulière ravira son ami peintre et graveur Filippo Teodoro di Liagno dit Filippo Napoletano, un invité régulier de Giovanni Faber. Ces dessins et gravures uniques seront par la suite intégrés dans une publication de dix-huit panneaux représentant des squelettes d'animaux et d'êtres humains agrémentée des commentaires de Jean Faber.
En parallèle à ses activités, il remplace Scioppius, pris par d’autres occupations, pour rédiger les commentaires du recueil de portraits d’hommes illustres de l’Antiquité que Scioppus s’était engagé à rédiger auprès de Fulvio Orsini. La nouvelle édition des Illustrium imagines d’Orsini, avec les commentaires de Faber, paraît à Anvers en 1606. Il se compose de quatre-vingt-huit pages de texte, de cent cinquante planches gravées par Thomas Galle et d'une annexe des dix-huit tableaux d'illustrations de Filippo Napoletano et dédié au cardinal Cinzio Passeri Aldobrandini. L’année suivante en 1607, Faber fait imprimer un mémoire contre l’érudit Scaliger De nardo et epythimo adversus Jos. Scaligerum disputatio à Rome.
En 1608, Giovanni Faber obtient la citoyenneté romaine et épouse Maria Anna Hyrler, elle aussi d'origine allemande. Ils ont beaucoup d'enfants dont seulement trois survivront : Maria Vittoria, Maria Maddalena et Giano Domenico.
Il se lie d'une profonde amitié avec le botaniste et pharmacien Enrico Corvino, dont le jardin est réputé pour être le plus beau et le plus rare de la ville. Sa passion pour la botanique le conduit à rencontrer le botaniste et naturaliste Federico Cesi et ses compagnons de travail, avec qui il a fait plusieurs visites botaniques dans la région du Latium en Italie.
Il est ensuite admis le 29 octobre 1611 dans l'une des premières sociétés scientifiques du monde, l’accademia dei Lincei (Académie des Lyncéens) nouvellement fondée par le prince Federico Cesi, et il est fait chevalier le 23 avril 1612. Dans ces mêmes années, on lui attribue la création du mot « microscope »,. Il se liera d’amitié avec ses pairs tel que Galilée. Il a également compté parmi ses amis le jésuite Christophorus Clavius, son compatriote, dont le nom est attaché à la réforme du calendrier grégorien, et Scioppius, moins connu pour ses travaux que pour ses continuelles controverses avec les savants de son époque.
En fondant l’académie des Lyncéens, Cesi désire favoriser la publication de l’ouvrage composé par le médecin napolitain, Nardi Antonio Recchi sur l’histoire naturelle du Mexique, d’après les manuscrits laissés par Francisco Hernández, médecin de Philippe II d'Espagne. La partie sur la zoologie du Mexique est publiée à Rome sous le titre De animalibu indicis Apul Mexicum en 1628,  mais la publication de l'ouvrage complet de Recchi n'aura lieu qu’en 1651. Les ajouts de Faber ne font pas référence car son travail a consisté, en majeure partie, à illustrer et à commenter l'ouvrage.
Giovanni Faber est honoré du titre de botaniste par le pape Urbain VIII dont il est le médecin,. Il décède à Rome le 29 septembre 1629, il est enterré en l'église Sainte-Marie de l'âme de Rome, aux côtés de son épouse décédée  deux ans plus tôt en 1627.